# 呂孫綾
呂孫綾（1988年3月12日—），中華民國政治人物，新北市淡水區人，現任民主進步黨中央評議委員，曾任立法委員、臺灣與非洲國會議員友好協會副會長、淡信慈善基金會執行長、民進黨中央執行委員，自稱「淡水蔡依林」。2015年11月，首獲民進黨提名參選新北市第一選舉區立法委員，挑戰北海岸三連霸立委、中國國民黨籍的吳育昇，得票數創下該區新高，成為第九屆最年輕立委；2020年第十屆立委選舉中，敗於國民黨候選人洪孟楷，後擔任民主進步黨主席特別助理。

## 家庭及個人生活
- 父親呂子昌曾和蘇貞昌共事過[5]，曾連任七屆臺北縣議會議員和第一屆新北市議會議員。據地方人士透露，呂子昌原為豬肉商，投資有術，後還靠著借錢給親戚們，沒在期限內還錢，就拿對方的土地來抵押，土地因此越併越多。而呂家的事業版圖幾乎遍及整個淡水，從淡水客運、紅樹林有線電視、名人高爾夫球場、淡水信用合作社、中興巴士、指南客運、新北客運、光華巴士、基隆客運、統聯客運、台北航運、淡水聯購物中心[6]。

- 根據2016年6月30日由監察院公佈的《廉政專刊》，她申報新北市淡水區7筆土地、1筆建物，其中4筆總額超過新台幣3,165萬元，此外她還有存款5,058,652元，以及來自淡水信用合作社、合作金庫的有價證券合共14,639,560元。取代因接任文化部部長而卸任立委的鄭麗君，成為第九屆最富有的女性立法委員[7]。
- 在中國文化大學政治系一路攻讀學士班、碩士班、博士班，目前尚在撰寫的博士論文欲從政治學角度探討「電影保存」，她表示受到馮世寬的啟發與協助，盼能以找回中華民國國軍歷史腳步作為研究，例如：聚焦於如何具體保存早期的國軍紀錄片為研究宗旨、又如何藉此喚起國軍現代軍人的榮譽心為研究目的[8]，現已肄業。

## 立法委員
2016年呂孫綾初次參選新北市第一選舉區立法委員，得票數在所有行政區皆過半，連深藍票倉石門區、三芝區、淡水區、林口區都大幅領先，亦成為第九屆立委中最年輕者；2020年競選連任，敗給中國國民黨提名的洪孟楷，僅在綠營票倉泰山區及八里區勝出。

## 選舉紀錄
| 年度 | 選舉屆數           | 選舉區           | 所屬政黨   | 得票數  | 得票率 | 當選標記 | 備註 |
| ---- | ------------------ | ---------------- | ---------- | ------- | ------ | -------- | ---- |
| 2016 | 第九屆立法委員選舉 | 新北市第一選舉區 | 民主進步黨 | 110,243 | 53.28% |          |      |
| 2020 | 第十屆立法委員選舉 | 新北市第一選舉區 | 民主進步黨 | 110,162 | 42.81% |          |      |

## 相關議題

### 外交特考新增東南亞語組
因應政府新南向政策，呂孫綾於立法院外交及國防委員會三次就外交特考加開東南亞語進行質詢；105年11月24日呂孫綾於外交部預算審查提案，應於外交特考加開東南亞等國語文組，此案於委員會審查通過。外交部長李大維也在立法院表示，擬自106年起在外交特考中加開印尼文組與越南文組，全案已送交考選部研議。

### 促成高速公路林口文化一路匝道拓寬工程
因應世大運，其中林口地區有多個主場館，林口地區的交通恐進入黑暗期，立委呂孫綾與國道高速公路局、新北市政府共同召開協調會；國道高速公路局會中同意提供土地，由新北市工務局養工處進行道路的拓寬工程，讓欲上高速公路的車輛可直接右轉進入國道一號，避免車輛全部塞在路口。

### 協調國道一號五股交流道直接銜接台65線快速道路
五股交流道長期缺乏系統性規劃，且無匝道直接連接鄰近之台65線快速道路，導致國道一號北上之上下匝道車輛於新五路、楓江路周邊，尖峰時間車流嚴重交織壅塞，車流更回堵綿延數里。新北市政府在二〇一六年送出改善工程的可行性評估報告，規劃自台65線新增匝道，跨越楓江路口，直接銜接北入匝道上國道，避免與平面車流互相干擾，同時也延伸北出匝道，跨越楓江路，再銜接新五路，避免往新莊方向車輛受到楓江路口號誌干擾，卻遭交通部高速公路局打回票，於107年5月再度送件。立委呂孫綾、林淑芬、吳秉叡、蘇巧慧邀請行政院政務委員吳澤成共同會勘，吳澤成允諾，若計畫核定，將列為重大公共建設，列管進度，最快可在二〇二〇年初動工。107年7月終於經交通部高速公路局有條件通過。

### 協調淡江大橋第三標主橋段建設工程問題
淡江大橋自1980年提出興建計畫，因長期決策反覆而浮沉多年，每到選舉前夕便舉行開工儀式，因此遭譏為「選舉浮橋」。淡江大橋第三標主橋段工程於2015年進行國際競圖，評選結果由伊拉克裔英國建築師札哈·哈蒂（Zaha Mohammad Hadid）的團隊操刀之設計「寧靜的舞者」勝出。
但由於該橋型設計圖施工難度高、風險大等原因，自2016年底招標起，共經歷7次流標。期間立委呂孫綾多次於立法院質詢，要求計畫修正與招標作業協調同步，並重新計算匡列工程經費，交通部與行政院也據此進行計畫的修正。2018年3月工信工程股份有限公司投標，但後續又面臨工程費較最初預算增加57億餘元，交通部公路總局、內政部營建署及新北市政府，對於增加經費三方平分僵持不下。立委呂孫綾於行政院、公共工程委員會、國家發展委員會、交通部、內政部、公路總局、營建署間遊走協調，最後終於在中央、地方合作達成共識後，於國家發展委員會審議通過、行政院正式核定後完成決標，並由交通部公路總局與得標廠商完成簽約。

### 淡水新市一路闢路
2019年4月，淡水區的6名里長聯名向新北市政府和呂孫綾陳情，請求闢路。新北市政府2019年5月8日以2016年進行的可行性評估結論回覆「現階段開闢急迫性低」、「待當地確有交通需求再研議」為由拒絕。呂孫綾於2019年6月1日與多位里長及當地民眾，以集會方式向新北市政府表達盡速開通道路的訴求。至於開路範圍中是否涉有呂氏家族土地一事，呂孫綾辦公室表示，呂氏宗親傳承12代，呂子昌、呂孫綾只是其中一支，即使開發範圍中有呂氏宗親的土地，也未必屬於呂子昌父女的持分，道路設計也不一定經過呂家土地，仍要視新北市政府的規劃而定。

## 相關評價
- 2017年3月，網路溫度計指出，國民黨在113席立委中握有35席，但網路聲量僅有王金平、江啟臣、廖國棟、王育敏、許毓仁5人入選。至於好感度部分，前三名立委均為民進黨籍，分別是李麗芬、葉宜津與呂孫綾。[19]
- 2016年3月8日，名嘴陳敏鳳在《美麗島電子報》評論，民進黨一些無知立委問一些無厘頭的質詢，例如呂孫綾一口氣要行政院提出六份報告，這裡有說不出來的走調，行政院真要向一位立委提出六份報告嗎？什麼的報告才算呢？到最後如果行政單位一份一頁的報告送來立委辦公室，這位立委是要接受或不接受？這種幫行政機關製造羞辱自己的機會，也浪費行政及立法資源，搞到大家啼笑皆非。[20]
- 2016年3月22日，前國民黨立委蔡正元在臉書發表「本月無知立委排行榜」，第一名放上分不清「國安與國防」、錯問質詢對象的民進黨立委呂孫綾。[21]
- 2015年5月5日，前民進黨副秘書長游盈隆在facebook抨擊，民進黨選舉對策委員會（選對會）決定徵召呂孫綾參選新北市第一選舉區區域立委，這項徵召這絕非基於勝選的考量，令人質疑民進黨是否能撐過來自國民黨與第三勢力的猛烈攻擊[22]。
- 民進黨前台北市議員徐佳青2015年10月12日參加三立新聞台《54新觀點》，評價呂孫綾擔任民進黨中執委表現，稱呂孫綾在黨中央唯一的作用就是代表她爸爸呂子昌出來選中執委，她就是原封不動的將派系交代的話講出來，宛如傳聲筒。[23][a]
- 時代力量馮光遠欲與呂孫綾參選新北市第一選舉區區域立委，但之後因呂孫綾態度反覆、不願與馮光遠進行辯論整合，且民主進步黨以「多次協調未果」為由在未事先告知馮光遠的情形下突然決定由呂孫綾代表參選，馮光遠決定退出立委選舉[24]。馮光遠於2015年11月20日接受三立新聞採訪時表示「每次做成的決議，到了下次開會的時候，呂孫綾的團隊就推翻。呂家的戰法只有一條，就是錢、錢、錢」。馮光遠並稱，就他親自接觸呂孫綾的經驗，呂孫綾凡事都要請示呂子昌，她參選前為全職學生，無社會經驗與立法概念[25]。
- 民進黨籍台南市長賴清德稱讚呂孫綾是「最年輕的中執委，從2008年開始一路幫助蔡英文和民進黨從低潮打拚到現在」，但是當她在全力衝刺選舉的時候，「對手卻使盡各種手段欺騙選民」[26]
- 台北市長柯文哲為宣傳自行車城市時，來到八里，稱讚呂孫綾比較「清純、純潔」，還稱讚呂孫綾沿途不斷向民眾打招呼，「我這個亞斯伯格症還是差很多，她比較親切。」[27]
- 前行政院長蘇貞昌出席「綾聲響起滬尾之音」歡唱會時，稱讚呂孫綾是新一代政治人物，年輕有拼勁，選舉期間不管天冷下雨，該去的車隊或市場掃街都沒取消，由此可見呂孫綾很「骨力」。[28]
- 高雄市長陳菊陪同呂孫綾進行鄉親座談時，現年27歲的呂孫綾是新世代聲音代表，能夠把改變契機帶入立法院，呂孫綾若能在長期被視作「藍大於綠」的艱困選區獲得勝利，意義重大。[29]
- 2018年3月，前立委蔡正元在臉書上貼出電影《復仇者聯盟》的海報惡搞合成圖，將主角改成吳音寧、台苯董事長吳怡青及民進黨立委呂孫綾的圖像，標題則被改為「父酬者聯盟 MARVEL'S THE DADDY BABY」，但也有網友表示呂孫綾就算是靠爸選上立委，但至少也算民選，不能與酬庸相提並論[30]
- 2018年7月，國民黨新北市議員候選人陳偉杰，懸掛「立委『綾』貢獻」看板，諷刺呂孫綾無政績（零貢獻），並影射同選區的對手也就是民進黨籍議員候選人呂孫福與立委呂孫綾兩姐弟，是「『靠爸』的『父酬者聯盟」、「富二代」、「政二代」，呂孫綾則表示不予回應[31]。

## 爭議事件

### 質詢國安局長憲兵搜索案
- 2016年3月17日，呂孫綾在立法院針對憲兵搜索案質詢國家安全局局長楊國強，列舉《國家安全局組織法》、《國家情報工作法》第十八條、《情資彙送作業辦法》第八條、《國家安全情報工作統合辦法》第六條為證，但因混淆了主管範圍區分，要楊國強為隸屬於國防部的軍事安全總隊以及憲兵指揮部的行事負起懲處責任；楊國強當場回應「不是我的範圍」，呂孫綾又追問「你是局長耶」，楊國強語帶諷刺再答「我當然是局長，郵局局長也是局長啊」。[32][33][34]。藍綠各方立委如陳學聖、羅致政、劉櫂豪等人與國民黨前發言人楊偉中皆支持呂孫綾提問，批評楊國強「態度隨便、油腔滑調、『吃呂孫綾的豆腐』，還把所有事情推得一乾二淨」[35]。同日稍晚，呂孫綾在臉書發文批評經檢調轉列被告的軍安總隊、憲兵指揮部等單位犯案人員以及國安局[36]，遭網友質疑事前沒做好準備，諷刺她是「讀稿機」，且讀稿機一開始參數就設錯[37]

- 3月18日，前台灣角社社長與綠色和平電台主持人鍾年晃評論：國安局依國家安全局組織法第二條明定，「綜理國家安全情報工作、特種勤務的策劃及執行，並對國防部總政治作戰局、國防部軍事情報局、國防部電訊發展室、國防部軍事安全總隊、國防部憲兵司令部……等機關所有關國家安全情報事項，負統合指導、協調、支援之責」；因此對總政戰局與軍安總隊均有明文統合指導的政治責任[38]；呂孫綾亦於臉書貼文[39]澄清，她清楚了解當時她質詢的是國安局而非國防部，她是想藉此突顯國安局對於情報資訊彙整的鬆散與不在意，質詢過程中有失精準而造成各界誤解，她會虛心檢討改進。[40]

### 疑似歧視特定職業
- 2016年6月15日，呂孫綾質詢時表示，目前國防部「證照培訓專班」所開設科目有「休閒管理」、「應用外語」，甚至有「芳香精油證照」、「喪禮服務證照」、「領隊導遊」等，這樣的專長如何銜接軍中生涯？呂孫綾認為，國防部所開設的證照班，應該是讓士官兵在部隊中有專業，並且可以在軍中發揮所長，這才是要努力的方向。國防部副部長李喜明表示，鼓勵兩邊都能結合，在營內專才、退伍後的專長都能兼顧。呂孫綾甚至說，讓國軍退伍可以去葬儀社工作、按摩店上班？對此李喜明說，證照班規畫有多元化想法。網友們在呂孫綾的臉書留言批評她對特定職業帶有歧視。[41][42]

- 呂孫綾澄清，當時她沒有批評或歧視特定職業的意思，質詢時只是舉例《青年日報》的報導，希望國軍官兵的專長能在軍旅生涯中學以致用。[43]

### 家族被控養地牟利
2016年12月，《周刊王》報導，新北市政府為便民闢路，有意徵收呂孫綾家族在淡海新市鎮農地中的1.3公頃土地，開價新台幣2.3億元卻屢談不成；一名官員透露，當地地主們要求新北市政府須買下全部12公頃土地，讓徵收經費暴增為新台幣20億元，「市府怎可能同意」。呂子昌隨後接受採訪表示，祖先在地兩百多年，土地持分有家族多人，同意徵收，但絕沒有說必須買下全部土地，只要求須以「市價徵收」。據悉，該12公頃土地共有20個地號，呂子昌擁有其中5個地號的持分，呂孫綾的2位胞弟也擁有若干持分；呂子昌曾在2013年一場協調會上說「希望地主能參加自辦重劃，以一定比例農地變建地」，顯見他極度希望「農地變建地」。

### 2017年總統府春聯
2017年中華民國總統府春聯祝賀詞「自自冉冉」，宣稱引用自台灣現代文學之父賴和的詩句；但輿論都認為是「自自由由」，是主事者看錯了賴和的文稿。呂孫綾1月1日表示，曾與賴和的長孫、也是賴和基金會的創辦人賴悅顏董事長會面，趁機請教春聯到底是「自自由由」，還是「自自冉冉」？賴說，原文就是「自自冉冉」，若用臺語或客語發音，諧音的意思是「自自然然」，本意是「自然幸福，歡喜過年」，但無論「自冉」被理解為自然或自由，賴悅顏都肯定蔡英文總統選擇台灣文學作為賀歲春聯。
呂孫綾說，每個人對同一個作品有不同解讀，不論是「自自冉冉」還是「自自由由」、或是「自自然然」，都希望大家新的一年，可以「滿滿幸福身，一起過新春」。
然而，在台語音韻中，漢字「冉」（jiám）之聲調為陰上（第2聲）閉口，與「然」（jiân）之聲調為陽平（第5聲）不閉口截然不同。至於「冉」之字義為「步調緩慢」，故該語句能被解釋為「新春緩慢行」。

## 特殊事蹟
- 從政初期號稱淡水蔡依林，但被網友譏諷是淡水蔡依林她媽。[51][52][53][51]

- 曾因在造勢場合上看著提詞機唸稿發言，被民眾上網爆料，被譏諷為「淡水讀稿機」、「孫綾牌讀稿機」[54][55][56]。

- 知名桌游《美麗島風雲 The Wonderful IsLand》中設定有「淡水天后．菜孫玲」角色，但她大器表示自己不在意，反而覺得有趣[57]

## 外部連結
- 立法院 -呂孫綾委員 （页面存档备份，存于）
- 呂孫綾的Facebook專頁
- 呂孫綾的Instagram帳戶
- YouTube上的呂孫綾頻道